# Adriano Spilimbergo

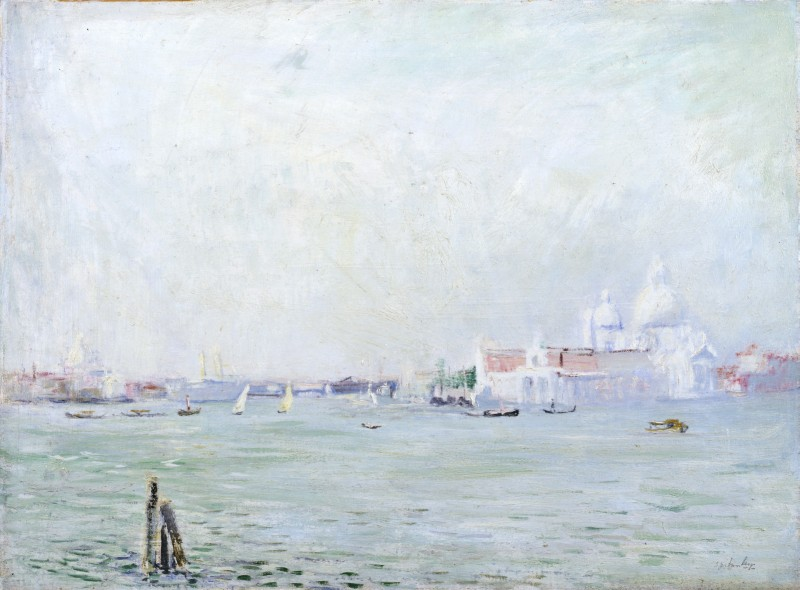
Venezia, 1950 circa, Milano, Collezioni d'arte della Fondazione Cariplo

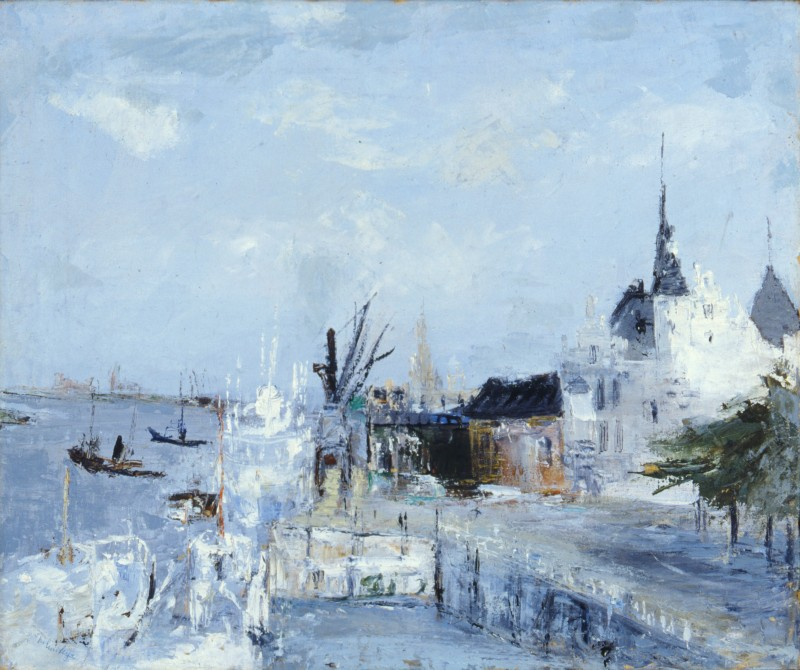
Anversa, 1966 circa, Milano, Collezioni d'arte della Fondazione Cariplo

Adriano Spilimbergo o di Spilimbergo (Buenos Aires, 31 luglio 1908 – Spilimbergo, 27 dicembre 1975) è stato un pittore italiano.

## Biografia
Nacque a Buenos Aires nel 1908. La famiglia discendeva dai conti di Spilimbergo (PN). Nel 1911 si trasferì a Milano e si formò all'Accademia di Brera.
Nel 1929 incontrò il critico d'arte Edoardo Persico dai cui insegnamenti prese le mosse per approdare alla tavolozza chiara e luminosa del movimento pittorico del “chiarismo”, divenendone uno degli esponenti.
Tenne la sua prima personale alla galleria Bardi nel 1930 e nel febbraio 1931 espose in una collettiva al Milione. Dal 1932 fu presente alle Sindacali lombarde e ai Premi Bergamo del 1941 e del 1942
Nel 1938 eseguì alcune pitture murali per l'Università Bocconi e per alcune case private milanesi.
Nel 1942 espose con Del Bon e Lilloni a Milano.
Ha esposto alle Biennali di Venezia del 1940, 1948 e 1952.
Negli ultimi anni di vita proseguì nella pittura di paesaggio molto decorativa e raffinata.
Morì a Spilimbergo nel 1975.